# China War Medal (1900)
La China War Medal 1900 è una delle onorificenze per le campagne di guerra britanniche, fu approvata nel 1921 per essere conferita alle truppe di terra e di mare, britanniche ed imperiali, che avevano combattuto nella Ribellione dei Boxer del 1900.
La medaglia fu coniata in argento per i combattenti ed in bronzo per i native (vale a dire indiani), i portatori, i conducenti ed i servitori.
Ne furono assegnate 555, senza barretta, al personale navale della marina militare coloniale dell'Australia: 256 a uomini appartenenti al New South Wales Contingent, 197 al Victorian e 102 per la cannoniera Protector del South Australia.

## Insegne

### Medaglia
La medaglia è costituita da un disco di argento o bronzo di 36 mm. di diametro recante:
sul dirittoun trofeo di armi con al centro uno scudo ovale recante lo Stemma reale, il tutto sotto una palma (uguale alle medaglie delle due precedenti Guerre di Cina); sul bordo in alto la dicitura "ARMIS EXPOSCERE PACIM" ed in esergo le scritte "CHINA" e "1900" su due righe,
sul rovescioil busto coronato e velato della Regina Vittoria, rivolto a sinistra (di chi guarda), sul bordo la leggenda "VICTORIA REGINA ET IMPERATRIX";
sul contornogli estremi del recipiente.

### Nastro
Il nastro della medaglia è rosso con bordi gialli, largo 32 millimetri.

### Barrette
La medaglia poteva essere rilasciata con una o più delle seguenti barrette:

Assegnata al personale di marina del contingente britannico della flotta internazionale impegnato nell'attacco alle Fortezze di Taku lungo il fiume Peiho.

Assegnata ad 80 Royal Marines ed a molti "irregolari" della "British Legation Guard", che contribuirono alla difesa del Quartiere delle legazioni di Pechino per 55 giorni.

Assegnata al personale britannico ed indiano dell'esercito ed agli uomini della Royal Navy che fecero parte delle forze internazionali di soccorso comandate dal Conte Alfred von Waldersee o della Brigata di marina di Edward Seymour coinvolte nelle operazioni di soccorso alle Legazioni di Pechino.